# Резолюция 61 на Съвета за сигурност на ООН
Резолюция 61 на Съвета за сигурност на ООН е приета с мнозинство на 4 ноември 1948 г. по повод Палестинския въпрос. Постановява, че примирието, установено с Резолюция 54, остава в сила до постигането на мирно уреждане на ситуацията в Палестина. С Резолюция 61 Съветът за сигурност постановява и оттегляне на въоръжените сили в областта на позициите им от 14 октомври 1948 г. и упълномощава изпълняващия длъжността Посредник на ООН за Палестина да начертае временни демаркационни линии, отвъд които придвижването на въоръжени сили да бъде забранено. Съветът постановява, че посредством преговори между страните ще бъдат определени границите на неутрални зони, а ако това не се случи, тези зони да бъдат определени от посредника за Палестина.
Резолюция 61 назначава и петчленен комитет от представители на постоянните членове на Съвета за сигурно плюс Белгия и Колумбия, който комитет да оказва съдействие на посредника за Палестина.
Резолюцията е приета с мнозинство от 9 гласа, като един от членовете на съвета – Украинската ССР – гласува против, а представителят на СССР – с въздържал се.